# Bé Udink
Berend Jan Udink, dit Bé Udink, né le 12 février 1926 à Deventer et mort le 24 mai 2016 à Rotterdam, est un économiste et homme politique néerlandais membre de l'Appel chrétien-démocrate (CDA).

## Biographie

### Formation et vie professionnelle
Il étudie l'économie à l'École économique néerlandaise de Rotterdam entre 1945 et 1952. De 1946 à 1947, il accomplit un an de son cursus à la Faculté des hautes études commerciales de l'université de Lausanne.
Il entame sa vie professionnelle en 1953, comme secrétaire adjoint de la chambre de commerce et d'industrie (KKF) de Rotterdam. Nommé secrétaire de la KKF en 1958, il obtient l'année suivante un poste de professeur invité en économie portuaire à l'École économique néerlandaise. Le 1er juillet 1962, il est désigné directeur général de la Chambre centrale de promotion commerciale (CKH) de La Haye. Il renonce deux ans plus tard à son poste universitaire.
Il entre en 1965 au conseil de l'établissement public de l'embouchure du Rhin (en néerlandais : Rijnmondraad).

### Ministre et député
Membre de l'Union chrétienne historique (CHU), Bé Udink est nommé le 5 avril 1967, à l'âge de 41 ans, ministre des Affaires de l'aide aux pays en développement dans le cabinet de coalition du Premier ministre chrétien-démocrate Piet de Jong. Il apprend sa nomination à la radio, alors qu'il n'avait encore jamais rencontré De Jong.
Postulant aux élections législatives du 28 avril 1971 en chef de file de la CHU, il mène campagne sur le slogan « La loi et l'ordre », mais son résultat est décevant avec un recul de 1,8 point et la perte de deux mandats. Il est élu député à la Seconde Chambre des États généraux, où il prend la présidence du groupe parlementaire du parti, qui totalise dix sièges.
Le 6 juillet suivant, il devient ministre du Logement et de l'Aménagement du territoire dans le premier gouvernement de coalition du chrétien-démocrate Barend Biesheuvel. À compter du 21 juillet 1972, il prend en parallèle la direction du ministère des Transports et des Eaux. Il est reconduit dans l'ensemble de ses responsabilités quand Biesheuvel forme un exécutif temporaire le 9 août suivant.

### Après la vie politique
Il quitte le cabinet le 11 mai 1973 et se retire alors de la vie politique. Il est ainsi nommé membre du conseil d'administration de la société d'énergie des outre-mer néerlandais OGEM en 1973, puis en occupe la présidence pour deux ans à partir de 1978.

### Vie privée
Marié et père de trois enfants, il appartient d'abord au christianisme réformé, avant de se convertir au protestantisme remonstrant.